# Ma (esthétique)
 (février 2013).
Si vous disposez d'ouvrages ou d'articles de référence ou si vous connaissez des sites web de qualité traitant du thème abordé ici, merci de compléter l'article en donnant les références utiles à sa vérifiabilité et en les liant à la section « Notes et références ».
Ma (間) est un terme japonais qui signifie « intervalle », « espace », « durée », « distance ». Son kanji symbolise un soleil entouré par une porte. Ce terme est employé comme concept d'esthétique, il fait référence aux variations subjectives du vide (silence, espace, durée, etc.) qui relie deux objets, deux phénomènes séparés.
Ce concept est décliné dans de nombreux arts : architecture, peinture, arts martiaux, arts culinaires, théâtre, musique, etc.

## Sens philosophique
Bien que le mot soit ancien, ce n'est que depuis les années 1930 que le concept de ma est utilisé dans le discours critique japonais. En cela il se distingue d'autres mots caractéristiques de l'esthétique japonaise comme wabi-sabi ou mono no aware. Philosophiquement, le ma renvoie à un intervalle — ou, plus généralement, un espace délimité a priori — qui est vide dans sa nature première et souvent dans son devenir, tout en offrant virtuellement des potentialités de remplissage et d’hébergement. Le ma peut même se faire espace scénique attendant un acte phénoménal qui n'arrivera peut-être jamais. 
Il convient de distinguer l’intervalle dans lequel pourraient prendre place les choses (le ma) et celui qui distancie les choses elles-mêmes (l’aida). Quand les deux se superposent, le premier est le « contenant », voire le milieu d’émergence, virtuel ou attendu, et le second est restreint spécifiquement au lien structurant d’éloignement entre ceux qui investissent un même ma. 
Pour la philosophe Noriko Hashimoto, le silence du ma est le résultat d’une concentration parfaite, la cristallisation d’un pouvoir d’intériorisation en tant qu’être. Cela renvoie au professionnalisme de l’exécutant, à la fois complètement investi dans l’action, mais conservant suffisamment de recul pour apprécier l’effet l’ensemble, le sens de l'enchaînement, le sens de la performance d'ensemble.
L’Occident a découvert le concept de ma à l’occasion de l'exposition « MA – espace-temps au Japon » au Festival d'automne de Paris, en 1978, exposition organisée par l'architecte japonais Arata Isozaki. Contrairement à ce qui a parfois été écrit, le philosophe français Roland Barthes n'a pas participé à l'élaboration de l'exposition, seulement rédigé de courtes notices, intégrées, après coup, à l'exposition.  

L’exposition a ensuite parcouru le monde pendant une vingtaine d’années, diffusant l’idée de ma dans les milieux culturels et artistiques occidentaux. L’annonce de l’exposition indiquait : 

« Au Japon, les notions de temps et d'espace sont unies dans un seul concept traduit par le mot ma […]. Il n'existe aucune différence entre les deux notions de temps et d'espace telles que les perçoivent les Européens. […] Ce concept est le fondement même de l'environnement, de la création artistique et de la vie quotidienne au point que l'architecture, l'art, la musique, le théâtre, l'art des jardins sont tous appelés des arts ma. »

## Lemadans différents arts

### Architecture
« Espace ouvert » : transition vide qui sépare et relie deux espaces ou l'intérieur et l'extérieur.
Le ma est aussi associé à la notion de bordure, le bout, le liseré, le cadre, la plateforme ou véranda qui ourle la maison traditionnelle et où l’on n’est ni vraiment dehors ni vraiment dedans.
Ma : « portique », « seuil », « marche », « galerie », « chemin de gravier ».

### Théâtre
Petite pause marquée pour laisser à la réplique le temps de porter, de faire son effet, immobilité active.

### Danse
La pause (suspension) qui crée le rythme, inaction entre deux mouvements.

### Mode
Ma est aussi un « espace » intéressant entre la peau et le tissu. Chaque anatomie étant différente, le ma est toujours unique et crée une forme spécifique à l'individu.

### Musique
La pause (suspension) qui crée le rythme, silence entre deux phrasés musicaux.

### Arts martiaux
Le ma-ai (間合い, principe d’aiki) désigne l'espace entre deux adversaires qui détermine le protocole du salut et de l’engagement du combat, non seulement la distance entre les deux adversaires, mais aussi le temps qu'il faut pour franchir cette distance.

### Art floral: ikebana
On ne sature jamais l'espace.

### Arts de la table
Esthétique du vide dans l’arrangement des mets au cours des repas : on ne remplit jamais le bol, l’équilibre entre le contenant, l'espace vide et la nourriture, est crucial.

### Calligraphie et peinture
Au Japon la calligraphie et la peinture ont pour fondement l'art du trait. Cet art est différent de ce que l'Occident considère comme un trait, tracé, limite ou contour.  L'essence de la chose est dans le trait, et non pas dessinée ou peinte avec des traits, limites ou contours.
En calligraphie, il en va de même. Le sens est d'abord dans le trait, et non pas signifié par des traits. C'est ce que l'on dit lorsqu'on parle d'un « trait vivant » dans la peinture ou la calligraphie japonaises.  Le ma est un élément constituant de cette vie du trait. En effet, les traits s'enchaînent et c'est cet enchaînement, appelé kimyaku (気脈, « enchaînement du ki »), qui est « l'élément le plus important de la calligraphie ». Le ma est l'intervalle entre les traits qui sépare et à la fois relie les traits entre eux. Si l'on s'arrête entre deux traits, pour réfléchir ou reprendre de l'encre, il n'y a pas d'enchaînement, pas d'intervalle vivant, mais au contraire le trait est mort. « Grâce au kimyaku, les caractères ne sont pas constitués de traits distincts, mais forment un tout vivant. Il faut l'avoir constamment à l'esprit et ne jamais arrêter un caractère en cours de route pour le reprendre — car dans ce cas il serait mort. »
Le ma ne répond pas à une logique géométrique, mais à une intuition enracinée dans l'esthétique du kokoro (こころ), propre à l'esprit japonais, où l'on ne reprend jamais un trait, où l'on ne corrige jamais un intervalle.
La notion de ma est centrale pour comprendre que l'art classique japonais n'est pas une recherche du vide, mais une voie (道, dō), c'est-à-dire le dépassement de la dualité du vide et du plein : « Le concept de ma est également utilisé en dehors des arts de la scène. Dans leur tradition picturale, les peintres japonais cherchent à créer un “vide plein de sens” par l'utilisation des espaces blancs. » Le vide dans l'art japonais n'est donc pas le néant, contrairement à une interprétation erronée largement répandue en Occident.